# Площадь Ленина (Томск)
Площадь Ле́нина (с 31 октября 1959 года) — центральная площадь Томска, располагающаяся в Ленинском районе.
Площадь представляет собой полуостров, ограниченный с запада рекой Томь, с юга и востока — Ушайкой. Через площадь проходит проспект Ленина, от неё начинаются улицы Набережная реки Томи, Карла Маркса, Розы Люксембург, Бакунина, Обруб.

## История
Старейшая площадь в Томске. Считается, что здесь стояли лагерем первые томские поселенцы — казаки-первопроходцы. После возведения томского острога здесь возник Нижний посад. В 1630 году на площади был возведен деревянный храм Богоявления, перестроенный в камне в 1777—1784 годах. 6 августа 1804 года в Богоявленском соборе был торжественно оглашен акт об учреждении Томской губернии.
Площадь неоднократно меняла свои названия. Ранее она была Базарной (Главной Базарной) (1880-е годы), Гостинодворской (Базарно-Гостинодворской), Богоявленской (конец XVIII) — по Богоявленскому собору, Иверской (1860-e года) — по часовне Иверской Божией Матери и Торговой.
В XIX веке на площади были возведены административные здания — магистрат, городская дума и мещанская управа, главное пожарное депо, городское полицейское управление. В 1858 году на площади была возведена Иверская часовня, точная копия московской, в память о солдатах Томского гренадерского полка, погибших в Крымскую войну, на средства С. П. Петрова. Для часовни был выполнен список чудотворной иконы Иверской Божьей Матери. В 1891 году часовню посетил наследник-цесаревич Николай. В 1912 году часовня была отремонтирована Александром Кухтериным.
Развившийся к концу XVII века на площади рынок определил её торговый характер. Деревянные торговые помещения постепенно заменялись каменными, в середине XVIII века был построен Гостиный двор (снесён в 1972 году), в 1806 году был построен биржевой корпус, в 1854 году он был перестроен по подобию европейских гостиных рядов по проекту А. А. Арефьева. В 1894 году по проекту архитектора Владиславлева был возведён «белый» корпус, где разместился мануфактурный магазин Второва (снесён в 1977 году), а в 1904 году — «красный» торговый корпус по проекту Т. Фишеля (ныне пл. Ленина, 8).
В 1864 году был сооружён новый (в дополнение к существовавшему чуть в стороне Думскому) Базарный мост, соединивший Миллионную и Почтамтскую улицы (ныне — части единого проспекта Ленина)

## Новая история
В советское время площадь сохранила свой торговый характер. В зданиях на площади открыли новые учреждения: Рупвод, Шахтстрой, контора Махорочной фабрики, Горпожар, Горпрофсовет, райвоенкомат, гормилицию, райисполком, Дворец труда, Дом колхозника, клуб рабочей молодёжи. Был построен цирк. Иверская часовня была снесена. В закрытом Богоявленском соборе с 1941 года размещались цеха Томского завода резиновой обуви. В биржевом корпусе работал хлебокомбинат, в «красном» корпусе — швейная фабрика.
Своё нынешнее название площадь получила 31 октября 1959 года в честь лидера партии большевиков Владимира Ленина, тогда же на ней был установлен памятник Ленину.
В 1978 году на площади воздвигли здание Томского областного драматического театра, в 1981 году — Дом Советов (областная администрация).

## Галерея
- Мучной корпус
- Биржевой корпус
- Вид на северо-восток
- Иверская часовня